# Poldi kladívko

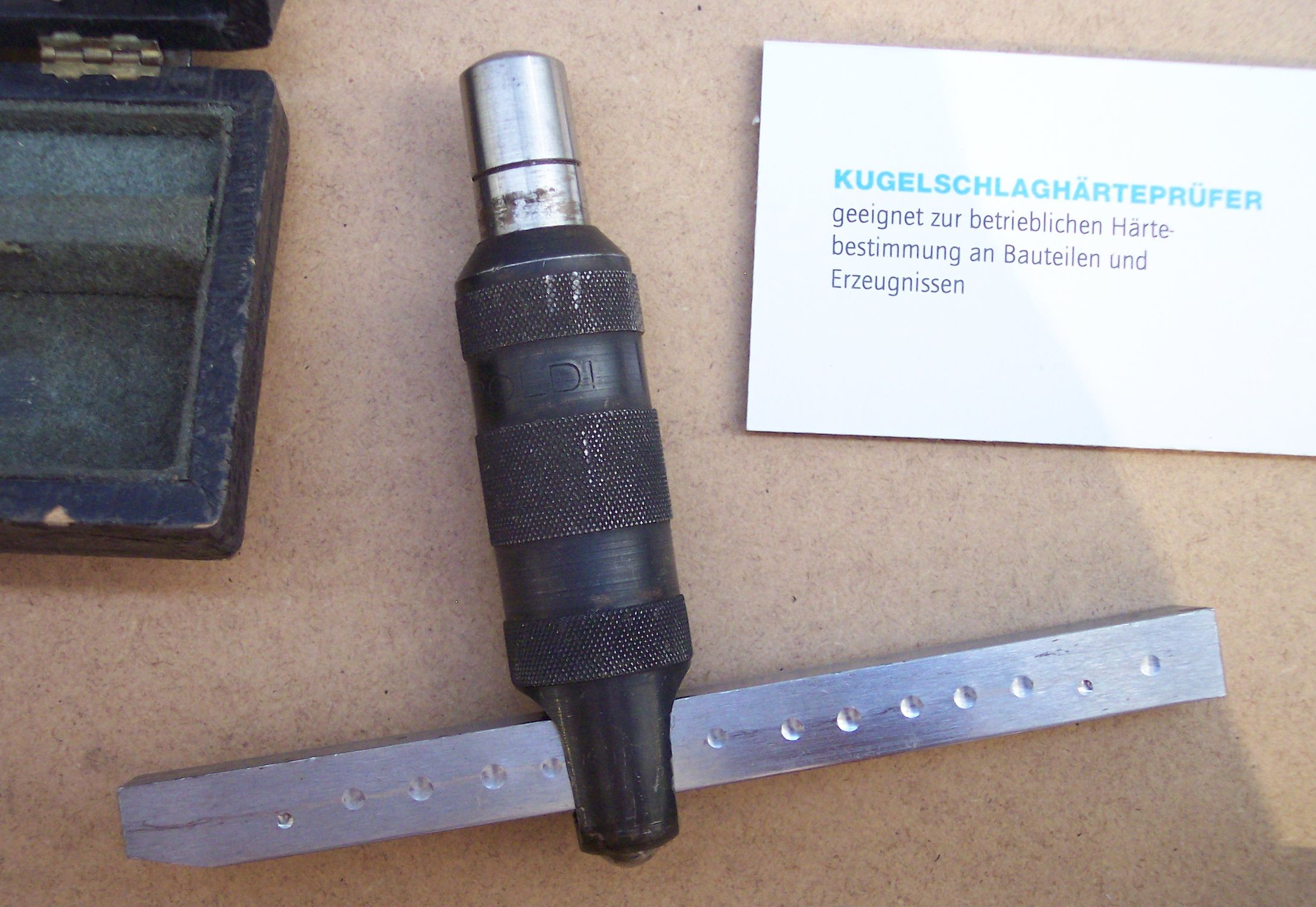
Poldi kladívko

Poldi kladívko je mechanický tvrdoměr určený pro orientační měření tvrdosti kovových materiálů. Jedná se o výrobek, resp. patent hutě Poldi Kladno.

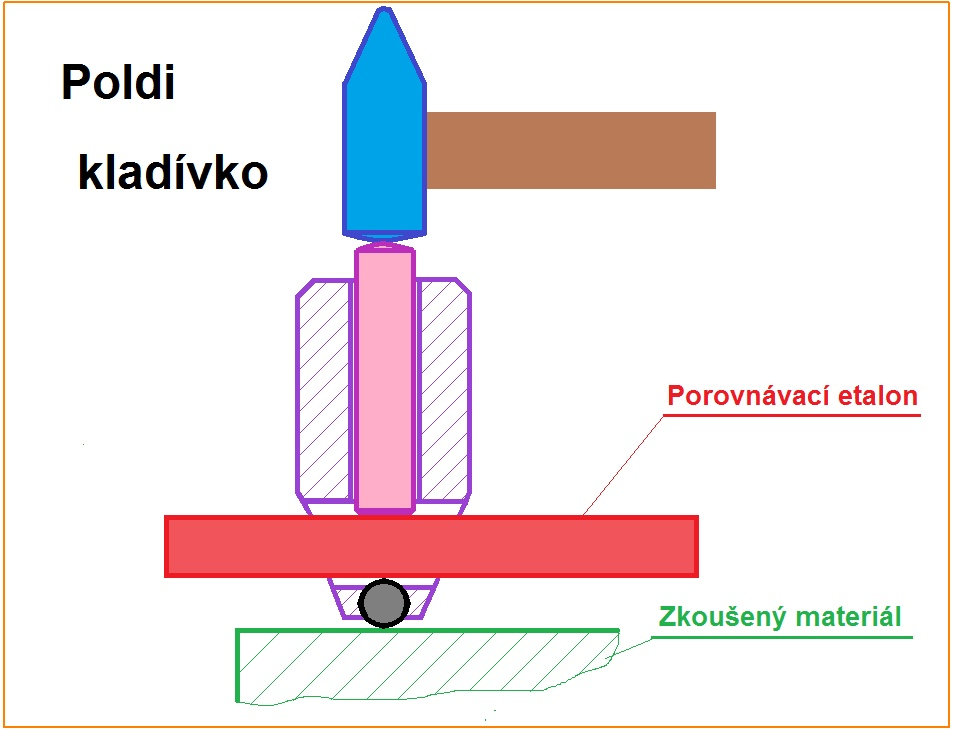
Schema Poldi kladívka

## Použití
Před měřením se do otvoru v tvrdoměru vsune pod kalenou kuličku porovnávací tyčinka o známé tvrdosti a pevnosti ze soupravy. Tím je kladívko Poldi připraveno k měření.
Pak se tvrdoměr přiloží kolmo na zkoušený materiál a úderem kladívka vytvoří kalená kulička na zkoušeném materiálu i na porovnávací tyčince vtisk. Průměry obou vtisků se změří lupou se stupnicí a jejich poměr podle přiložených tabulek (pro různé materiály) udá tvrdost, případně pevnost zkoušeného materiálu. 
Výhodou této metody je mobilita. Lze takto kontrolovat tvrdost rozměrných dílů během výroby nebo tvrdost materiálu přímo ve skladu.

## Podobná metoda
- Zkouška tvrdosti podle Brinella